# Гурвич, Перси Борисович
Перси Борисович Гурвич (25 марта 1919, Рига — 15 апреля 2011, Владимир) — советский и российский учёный, педагог, писатель, левый интеллектуал и общественный деятель. Доктор педагогических наук, кандидат юридических наук, профессор. В 1968—2011 гг. преподавал во Владимирском государственном гуманитарном университете. Почётный гражданин города Владимир.

## Биография
Перси Борисович Гурвич родился 25 марта 1919 года в Риге в семье учительницы рижской гимназии и адвоката, меньшевика, деятеля Российской социал-демократической рабочей партии, несколько недель проработавшего во Временном правительстве Александра Керенского. С детства свободно владел тремя языками — латышским, немецким и идишем, в период обучения в рижской классической гимназии выучил латынь, древнегреческий и английский, а благодаря интересу к шведской литературе самостоятельно освоил шведский язык. В 16-летнем возрасте вступил в Латвийскую социал-демократическую рабочую партию, на протяжении всей жизни оставался приверженцем социал-демократических взглядов.
По окончании гимназии поступил на отделение германской филологии Латвийского университета, со второго курса параллельно обучался на юридическом факультете. В 1938 году опубликовал в Гётеборге конкурсную работу на шведском языке «Стриндберг как поэт мещанства», за которую получил стипендию и около полугода изучал шведский язык и литературу в Гётеборгском университете.
С начала войны Перси Гурвич находился в рижском гетто, затем в концлагерях. В ночь на 8 декабря 1941 года его родители, младший брат и первая жена были расстреляны. В 1944 году вместе с семью узниками организовал побег из концлагеря, благодаря помощи латышей и немцев-антифашистов скрывался на латышских хуторах, затем вступил в одну из групп антифашистского Сопротивления.
После войны Гурвич работал преподавателем, заочно обучался в аспирантуре Московского государственного университета и в 1948 году защитил кандидатскую диссертацию по истории древнего мира. В 1950 году был осуждён по ст. 58 п. 10 и помещён в тюрьму, через три года отправлен в Вятлаг, из которого в 1955-м был «условно досрочно» освобождён, но лишь в 1968-м реабилитирован. Первое время после выхода на свободу проживал в Риге, работал механиком на машинно-тракторной станции. Впоследствии, скрывая своё прошлое, преподавал филологические дисциплины и заведовал кафедрами иностранных языков в Чарджоуском педагогическом институте и Дагестанском университете, в 1963 году был принят на работу в Тульский педагогический институт, где начал трудиться над докторской диссертацией.
После реабилитации, в сентябре 1968 года Перси Борисович Гурвич получил предложение возглавить новообразованную кафедру методики преподавания иностранных языков Владимирского педагогического института имени П. И. Лебедева-Полянского. В 1974 году он защитил докторскую диссертацию на тему «Обучение устной речи на языковых факультетах», в 1975 году ему было присвоено звание профессора. Во Владимирском пединституте Гурвич, владевший 11 иностранными языками, создал научную школу, одним из практических результатов деятельности которой стала основанная на сознательно-коммуникативном методе обучения серия учебников английского языка для средней школы, изданная Гурвичем в соавторстве с О. А. Максимовой и И. П. Редкиной. Перси Гурвич опубликовал более 200 научных и методических работ, под его руководством было успешно защищено 87 кандидатских диссертаций, подготовлены 4 докторских диссертации.
В 1990 году Перси Борисович Гурвич был избран депутатом Владимирского городского Совета, возглавил комитет по коммунальному хозяйству, впоследствии дважды переизбирался, входил в состав Комиссии по правам человека при губернаторе Владимирской области. Он стоял у истоков развития связей городов-побратимов Владимира и Эрлангена, работал в правлении фонда «Эрлангенский дом». 18 марта 1999 года за многолетнюю плодотворную работу на благо города Перси Гурвичу присвоено звание Почётного гражданина Владимира.
Перси Борисович Гурвич — автор романов на немецком и на русском языках «Считай не только то, что было горьким» (Берлин, 1991), «Немецко-русская любовная история наших дней» (Эрланген, 1994), «Примирение в Миндене» (Минден, 1993), «О добродетелях латышей и немцев» (Владимир, 2002) и др. В 1999 году вступил во Владимирское отделение Союза российских писателей.
Перси Борисович Гурвич всю жизнь придерживался левых политических убеждений социал-демократического толка.

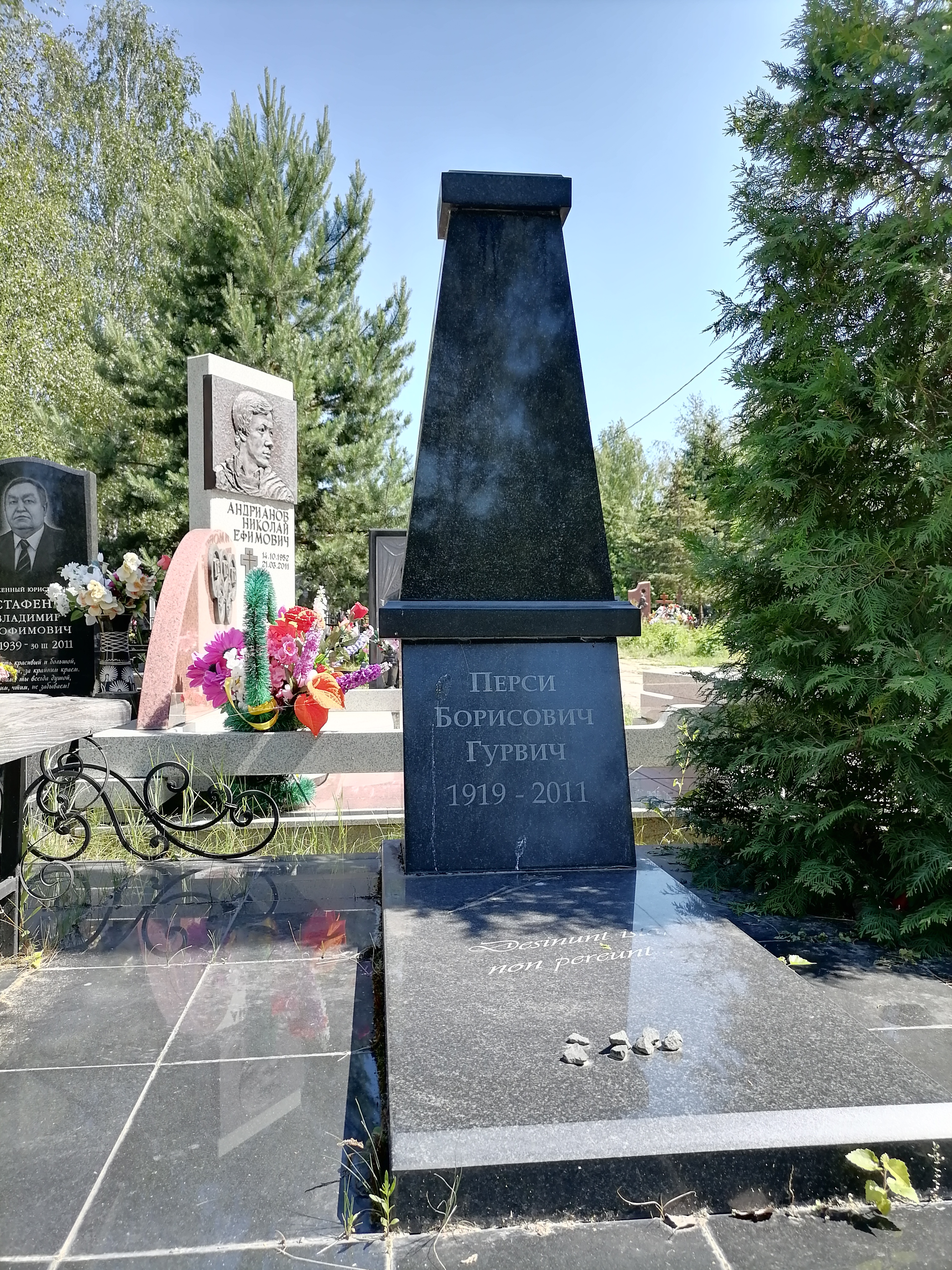
Могила на Улыбышевском кладбище

Умер 15 апреля 2011 года. Похоронен на Аллее Почёта владимирского кладбища Высоково (Улыбышево) (20 уч.).

## Семья
Жена Перси Гурвича, Нина Анатольевна Трубицына, на протяжении долгого времени работала вместе с мужем на факультете иностранных языков Владимирского педагогического института (с 1993 года — университета) в должности доцента. Дочь, Алла Персиевна Склизкова — доцент кафедры литературы филологического факультета педагогического института Владимирского государственного университета.
Двоюродный дед — Максим Максимович Литвинов (Макс Валлах), нарком иностранных дел СССР.